# Saint-Igny-de-Roche
Saint-Igny-de-Roche är en kommun i departementet Saône-et-Loire i regionen Bourgogne-Franche-Comté i östra Frankrike. Kommunen ligger i kantonen Chauffailles som tillhör arrondissementet Charolles. År 2022 hade Saint-Igny-de-Roche 776 invånare.

## Befolkningsutveckling
Antalet invånare i kommunen Saint-Igny-de-Roche
| Referens: INSEE |